# Міжнародна валютна система
Міжнаро́дна валю́тна систе́ма — це сукупність грошових відносин, пов'язаних із формуванням, а також із розподілом валютно-фінансових і кредитних фондів, використанням розрахункових та платіжних засобів у сфері міждержавних економічних зв'язків.
Кінцева мета функціонування міжнародної валютної системи полягає в забезпеченні ефективності міжнародної торгівлі товарами і послугами і в досягненні обопільної вигоди учасників зовнішньоекономічної діяльності.

## Історія

### Золотий стандарт
Золотий стандарт визначав використанням золота і золотих монет як грошового товару. Діяв з 1816 року, коли вперше був офіційно введений у Великій Британії, по 1914 рік, хоча окремі елементи збереглися до 70-х років XX століття.
Золотий стандарт був покладений в основу Паризької валютної системи, яка виникла в 1867 році. Характерними ознаками золотого стандарту є: обіг золотих монет та їх необмежене карбування державними монетними дворами; вільний обмін кредитних грошей на золоті монети за номіналом; відсутність обмежень на ввіз і вивіз золота; використання на внутрішньому ринку поряд з золотими монетами і банкнотами розмінної монети та державних паперових грошей з примусовим курсом до золота через встановлення золотого вмісту національної грошової одиниці (золотий паритет).
Золотий стандарт як перша міжнародна грошова система був юридично оформлений на Міжнародній конференції в Парижі 1867 року. Конференція визнала золото єдиною формою світових грошей і вперше накреслила напрям уніфікації національних грошових систем.
Питання валютного обігу досліджував на межі XIX і XX ст. український економіст Михайло Туган-Барановський. Він уважав, що впровадження та регулювання паперової валюти в окремих країнах має доповнюватись угодами з цього приводу між головними державами. Так, на його думку, паперові гроші кожної окремої країни набудуть відповідної платіжної сили. За допомогою міжнародних угод можна здійснювати значно могутніший вплив на валютний вексельний курс, аніж ізольованими зусиллями окремої країни. За такої ситуації більшість золота перебуватиме у запасниках центральних національних банків.

### Золотовалютний стандарт
В 1922 році на Генуезькій міжнародній економічній конференції було юридично оформлено систему золотовалютного стандарту, яка характеризується тим, що країни накопичують для своїх зовнішніх розрахунків певну кількість іноземної валюти економічно найсильніших держав, як еквівалента золота.

## Елементи Міжнародної валютної системи
Елементами Міжнародної валютної системи є світовий грошовий товар, валютний курс, валютні ринки й міжнародні валютно-фінансові організації.
Світовий грошовий товар («Світові гроші») є носієм міжнародних грошових відносин і відповідно до умов функціонування Міжнародної валютної системи приймається кожною країною як еквівалент вартості. Історично першим міжнародним грошовим товаром було золото, пізніше у міжнародних розрахунках почали використовувати векселі, банкноти, чеки (кредитні білети) і спеціальні міжнародні й регіональні платіжні одиниці.
Валютний курс визначає вартість національних грошей однієї країни в грошових одиницях інших країн. Валютний курс може бути встановлюватись на ваговому вмісті золота у національних грошових одиницях («фіксований»), або зіставленням паритетів купівельної сили валют («плаваючий» курс).